# Angus Fairhurst
Angus Fairhurst (né le 4 octobre 1966 à Pembury, dans le Kent et mort le 29 mars 2008  à Bridge of Orchy, en Écosse) est un artiste contemporain anglais à la fois peintre, sculpteur, photographe, dessinateur, artiste d'installation et artiste vidéo. Artiste conceptuel, il est connu pour avoir fait partie des Young British Artists (YBA).

## Biographie
Angus Fairhurst naît à Pembury, dans le Kent. Après avoir fréquenté la Judd School entre 1978 et 1985, il étudie au Canterbury Art College en 1985-1986 et obtient son diplôme en 1989 en beaux-arts au Goldsmiths College, la même année que Damien Hirst. En février 1988, Angus Fairhurst organise une exposition de travaux d'étudiants, qui est un précurseur de Freeze exposition principalement organisée en juillet 1988 et seize autres étudiants de Goldsmith, dont Fairhurst. Fairhurst et Hirst deviennent des amis proches et collaborent à de nombreux projets. Pendant plusieurs années, Fairhurst est également le partenaire et parfois le collaborateur de Sarah Lucas.
Il travaille dans différents médias, y compris la vidéo, la photographie et la peinture, et est connu pour ses sculptures de gorilles.
 
Angus Fairhurst expose aux niveaux national et international après avoir obtenu son diplôme de Goldsmiths. Les expositions incluent Freeze et Some Went Mad and Some Ran Away, Brilliant! au Walker Art Center et Apocalypse à la Royal Academy en 2001. Une exposition, In-A-Gadda-Da-Vida, a lieu en 2004 à la Tate Gallery avec Hirst et Lucas.

## Mort
Fairhurst expose au siège de Sadie Coles à Londres. Le 29 mars 2008, dernier jour de sa troisième exposition personnelle à la galerie, il est retrouvé pendu à un arbre dans une forêt isolée des Highlands près de Bridge of Orchy en Écosse,.

## Littérature
- Angus Fairhurst, Sacha Craddock, James Cahill (préface de Nicholas Serota), (Londres: Philip Wilson Publishers, 2009)